# Klaus-Günther Voigtmann
Klaus-Günther Voigtmann (* 3. Juni 1945 in Görlitz) ist ein deutscher Politiker (AfD). Von 2016 bis 2021 war er Abgeordneter im Landtag von Baden-Württemberg.

## Leben
Klaus-Günther Voigtmann legte sein Abitur im Jahr 1965 ab und studierte danach Wirtschaftsingenieurwesen an der Technischen Universität Berlin, wo er im Jahr 1972 seinen Abschluss als Diplom-Ingenieur machte. Danach war er als Controller, Kaufmännischer Leiter und Chief Financial Officer in der Elektro-, Papier-, Kfz-Zuliefer- und Solarbranche tätig.
Voigtmann ist verheiratet, hat vier Kinder und wohnt in Ketsch.

## Politik
Voigtmann war von 1972 bis 1975 Mitglied der SPD. Seit März 2013 ist er Mitglied der Alternative für Deutschland. Bei der Bundestagswahl 2013 war er Direktkandidat für den Bundestagswahlkreis Bruchsal – Schwetzingen.
Bei der Landtagswahl in Baden-Württemberg 2016 wurde er mit 19,1 Prozent der Stimmen im Wahlkreis Schwetzingen in den Landtag von Baden-Württemberg gewählt.
Für die Landtagswahl 2021 wurde er nicht erneut von seiner Partei nominiert.

## Standpunkte
Voigtmann sieht in Maßnahmen zum Klimaschutz eine Gefährdung der Demokratie. Er bezeichnete den bisherigen Ausbau der Windenergie in Westeuropa als Ursache der dortigen Extremwetterereignisse.